# Coburger Kasernen
Die älteste Kaserne in Coburg gibt es seit 1850, in den 1930er Jahren folgten drei weitere Anlagen.
In der damaligen Residenzstadt Coburg waren bereits im frühen 19. Jahrhundert militärische Verbände beheimatet. Die Stammtruppen hatten eine kleine Kaserne in der Veste Coburg. Im Winter waren die Truppen demobilisiert und bei Übungen gab es eine Einquartierung in den Dörfern. Nach dem Abschluss einer Konvention zwischen dem Königreich Preußen und dem Herzogtum Sachsen-Coburg und Gotha, wonach das Kommando über das Herzoglich Sachsen-Coburg-Gothaische-Infanterie-Regiment von preußischen Stabsoffizieren übernommen wurde, kam es 1850 zu einer Truppenumstrukturierung. Ein Musketierbataillon wurde in Gotha und ein Füsilierbataillon in Coburg stationiert. Dort wurde eine Kaserne für die vier Kompanien des Bataillons errichtet. Am 1. Oktober 1867 wurde das Füsilierbataillon Teil des 6. Thüringischen Infanterieregiments Nr. 95, ab 1889 unter der Bezeichnung III. Bataillon. 1914 gehörte das Infanterieregiment 95 zur 38. Division im Rahmen des XI. Armee-Korps. Nach dem Ersten Weltkrieg folgte 1919 die Auflösung der Einheit.
Mit der Machtübernahme des NS-Regimes bot sich für Coburg die Möglichkeit wieder Garnisonsstadt zu werden. Hierzu waren 30.000 Einwohner erforderlich, deshalb wurden am 1. Juli 1934 Ketschendorf, Wüstenahorn, Cortendorf und Neuses eingemeindet. Dadurch erhöhte sich die Einwohnerzahl um 3.331 auf 29.094. Am 2. Oktober folgte der Baubeginn der Hindenburgkaserne und eines Verpflegungslagers in Neuses sowie am 4. Oktober mit dem II. Bataillon des Infanterieregiments 42 „Bayreuth“ die erste Stationierung von Wehrmachtseinheiten. Als weitere Truppenunterkünfte wurden in folgenden Jahren noch die Von-Berg-Kaserne und die Passchendaele-Kaserne errichtet.
Nach dem Ende des Zweiten Weltkrieges waren die Kasernen mit vor allem aus der Sowjetunion und Polen stammenden, sogenannten Displaced Persons, außerdem mit Flüchtlingen sowie Kriegsgefangenen belegt. Nach 1945 wurde Coburg aufgrund der Nähe zur Innerdeutschen Grenze und damit an der Frontlinie des Kalten Krieges für 45 Jahre wieder Garnisonsstadt. Verschiedene Einheiten der US-Armee und des Bundesgrenzschutzes waren zur Grenzsicherung stationiert. Die US-Armee beendete 1990 den Grenzdienst und der Bundesgrenzschutz zog 1999 ab.

## 95er-Kaserne
(50° 16′ 13″ N, 10° 57′ 57″ O)

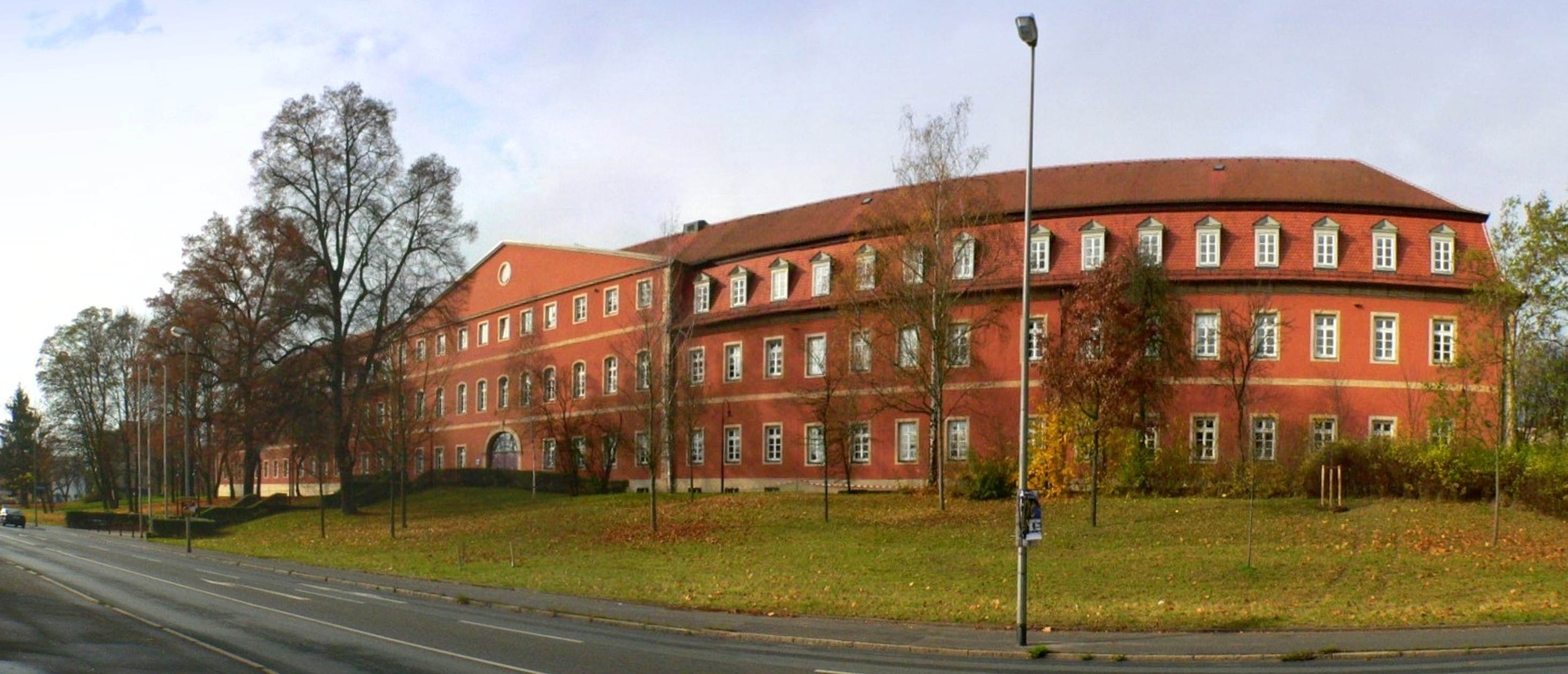
95er Kaserne

Das Hauptgebäude wurde von 1804 auf dem Areal der Domäne Herrenhof errichtet. Das ehemalige herzogliche Ökonomie- und Fabrikgebäude wies Wohnungen, Stallungen, eine Spinnerei, ein Brauhaus und eine Brennerei auf. 1850 folgte der Umbau und die Erweiterung zur Neuen Kaserne nach Plänen des Hof- und Theaterbaumeisters Karl Balthasar Harres. Bis 1867 war dort ein coburg-gothaisches Füsilier-Bataillon stationiert, aus dem das III. Bataillon des 6. Thüringischen Infanterieregiments Nr. 95 hervorging. Es war bis 1919 in der Kaserne zu Hause. Von 1921 bis 1933 war eine Hundertschaft der Bayerischen Landespolizei in dem Komplex stationiert. Im Oktober 1934 folgte das II. Bataillon des Infanterieregiments 42 „Bayreuth“, das im Oktober 1936 in II. Bataillon Infanterieregiment 95 umbenannt wurde. Im Juni 1939 bekam die Kaserne zu Ehren des ehemaligen Kommandeurs des 6. Thüringischen Infanterieregiments Nr. 95 Fritz von Selle den Namen „General-von-Selle-Kaserne“. Nach dem Zweiten Weltkrieg nutzte die Stadt Coburg das Anwesen nach einem Umbau bis 1979 zu Wohnzwecken. 1980 führte der Freistaat Bayern als Eigentümer eine umfassende Instandsetzung und Gebäudeentkernung durch, um die Anlage durch Dienststellen der Landes- und Grenzpolizei nutzen zu können. 2010 haben dort die Coburger Polizei-, Verkehrspolizei- und die Kriminalpolizeiinspektion ihren Sitz. Auf dem westlichen Kasernenareal errichtete der Freistaat 1981 ein neues Gebäude für das Finanzamt, im nördlichen Bereich wurde die Jean-Paul-Volksschule und ein Kindergarten angesiedelt.
Das durch seine klare Gestaltung und ausgewogene Proportionen gekennzeichnete klassizistische Gebäude gilt als hervorragendes Beispiel für die ökonomische Nutzarchitektur des 19. Jahrhunderts. Der zweigeschossige Mansarddachwalmbau ist 180 Meter lang und besitzt 41 Fensterachsen. In der Mitte ist ein dreigeschossiger, elfachsiger Risalit mit Ecklisenen angeordnet. Oben wird er mit einem Dreiecksgiebel und einem mittigen Okulus abgeschlossen. Unten ist ein korbbogiges Eingangstor vorhanden, auf das eine breite Auffahrt zuführt. Das Mansarddach trägt Hausgauben in den Fensterachsen. Bänder zwischen den Geschossen dienen der horizontalen Gliederung.

## Hindenburg-Kaserne
(50° 16′ 43″ N, 10° 58′ 46″ O)

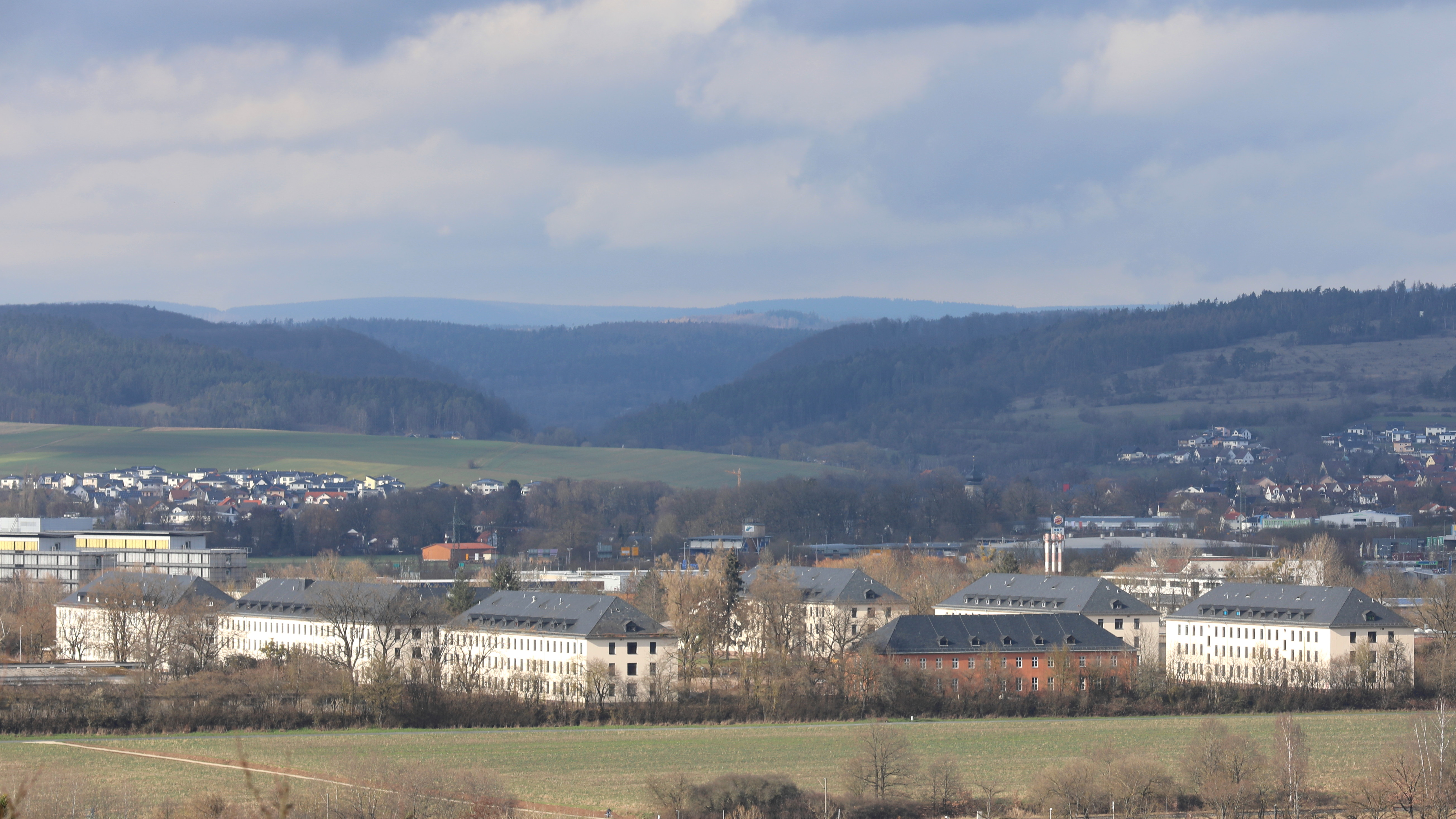
Ehemalige Hindenburg-Kaserne

Im Oktober 1936 war die nach Paul von Hindenburg benannte neue Wehrmachtskaserne fertiggestellt und wurde von über 800 Soldaten und 400 Fahrzeugen des Maschinengewehrbataillons 6 bezogen. Am 20. August 1939 folgte die Verlegung des Bataillons nach Schlesien. Die Kaserne wurde anschließend bis November 1940 durch das Ersatz- und Ausbildungsbataillon MG 6/K40 genutzt. Danach belegte das Infanterie-Ersatz-Bataillon 95 und das Infanterie-Ausbildungs-Bataillon 95 beziehungsweise deren Nachfolgeeinheiten die Kaserne und ab April 1943 das Meininger Panzergrenadier-Ersatz- und Ausbildungsbataillon 12. Ursprünglich auf Dörfleser Flur liegend, wurde das Kasernengelände 1937 nach Coburg eingemeindet.

### Harris-Barracks
Ab dem 1. Juli 1946 stationierte die US-Armee zur Grenzüberwachung und -sicherung Einheiten des 18. Infanterieregiments der 1. Infanteriedivision in der Kaserne, die durch das 6th Constabulary Battalion, eine Polizeitruppe, abgelöst wurde. Das zugehörige 6th Constabulary Regiment war in Bayreuth stationiert. Im Rahmen einer Neugliederung wurde Ende 1948 das 6th Constabulary Regiment durch das 6. leichte Panzerregiment (6th Armored Cavalry (Light) Regiment) ersetzt. Am 7. Oktober 1949 wurde die Kaserne zum Andenken an den am 7. Oktober 1944 in Frankreich gefallenen Leutnant James L. Harris in Harris Barracks umbenannt. Am 7. Januar 1951 übernahm schließlich das 2. Panzeraufklärungsregiment (2nd Armored Cavalry Regiment), von 1955 bis 1958 durch das 3. Panzeraufklärungsregiment (3rd Armored Cavalry Regiment) ausgetauscht, die Verantwortung für die militärische Grenzsicherung. Dazu war ab März 1952 mindestens eine verstärkte Kompanie der 2. Eskadron (2nd Squadron) wechselweise in Coburg stationiert, während das Bataillon selbst in Bamberg in der Kaserne der ehemaligen Heeresmunitionsanstalt stationiert war. 1960 wurde Coburg für die 2nd Squadron zum Border Camp, das heißt Lager der diensttuenden Einheit, die für 30 Tage im 24-Stunden-Rhythmus im Grenzdienst eingesetzt und danach im Rotationsverfahren abgelöst wurde. Neben den wechselnden Einheiten war in der Kaserne noch ein „Border Residence Office“ fest stationiert. Am 1. März 1990 wurde der Grenzdienst eingestellt und Camp Harris aufgegeben.

### Bundesgrenzschutz-Kaserne
Nach Verhandlungen im Sommer 1951 gab die US-Army Teile der Hindenburg-Kaserne zur Belegung durch den Bundesgrenzschutz frei. Am 21. September 1951 wurde Coburg dann Standort des Bundesgrenzschutzes und die ehemalige Hindenburg-Kaserne als BGS-Kaserne Unterkunft von zwei Hundertschaften der Grenzschutzabteilung Süd III. 1952 folgte außerdem die Belegung von zwei Gebäuden der benachbarten Passchendaele-Kaserne. Zu Schlagzeilen in den Zeitungen kam es, als am 25. März 1952 die stationierte US-Einheit das Haupttor der Harris Barracks für Angehörige des Bundesgrenzschutzes sperrte und über das Kasernengelände einen Stacheldrahtzaun zwischen den US- und BGS-Einheiten zog. Als Zugang dienten dann bis 1953 das Nordtor sowie auf der Südseite ein extra eingerichtetes Tor für Fußgänger.
Ab 1954 waren die Grenzschutzabteilung Süd 2 und ab 1963 zusätzlich die Grenzschutzausbildungsabteilung Süd in Coburg stationiert. Vom 1. Juni 1959 bis 2. November 1982 wurde eine Hundertschaft außerhalb der Kaserne im Kalenderweg 29 in einem Gebäude der ehemaligen Pelzfabrik von Brase untergebracht. Ab Mitte der 1970er Jahre kam es zu größeren Instandsetzungsmaßnahmen an den Gebäuden der Hundertschaften, 1982 zu einer nördlichen Erweiterung mit einem neuen Hundertschaftsgebäude und 1986 mit einer neuen Sporthalle. Mit bis zu 1000 Beamten und 200 Zivilangestellten war der BGS zeitweise der drittgrößte Arbeitgeber in Coburg. Im Jahr 1992 begann der Personalabbau, 1999 verließen die letzten Abteilungen die Kaserne. Seitdem ist das ältere Kasernengelände mit einer Fläche von rund 21 Hektar größtenteils ungenutzt.

### Nachnutzung
Den Teil des ehemaligen BGS-Areals, der nördlich vom Rottenbach liegt und in den 1980er bebaut wurde, hatte die Stadt Coburg 2001 erworben und teilweise an die HUK-Coburg für den Neubau eines Logistikzentrums in direkter Nachbarschaft zum bisherigen Unternehmenssitz weiterveräußert. Ein Kasernengebäude, am südlichen Eingang gelegen, wurde von Anfang des Jahres 2000 bis Ende 2023 wieder genutzt. Ein bayernweit einmaliges Projekt eines lokalen Vereins zog Musikschaffende aus der ganzen Region an. Es befanden sich in den ehemaligen Soldatenstuben 6 Tonstudios, 62 Bands und 177 aktive Musiker aller Genres, die dort Raum für ihre Proben fanden.
Im Jahr 2016 wurden Pläne zur Errichtung eines Gesundheitscampus im Coburger Raum bekannt. Hauptbestandteil soll dabei als Ersatz für das bestehende Klinikum Coburg ein neues Großklinikum mit etwa 750 Betten werden, das durch weitere Pflege- und Dienstleistungskomponenten, etwa Patientenhotels oder Rehabilitationseinrichtungen, ergänzt werden soll. Im Sommer 2022 erwarb der Krankenhausverband Coburg von der Bundesanstalt für Immobilienaufgaben das 17 Hektar große Gelände auf Coburger Gemarkung für den Neubau des Klinikums. 2024 begannen die Abbrucharbeiten an den Gebäuden der ehemaligen Hindenburgkaserne.

## Von-Berg-Kaserne
(50° 16′ 20″ N, 10° 58′ 10″ O)

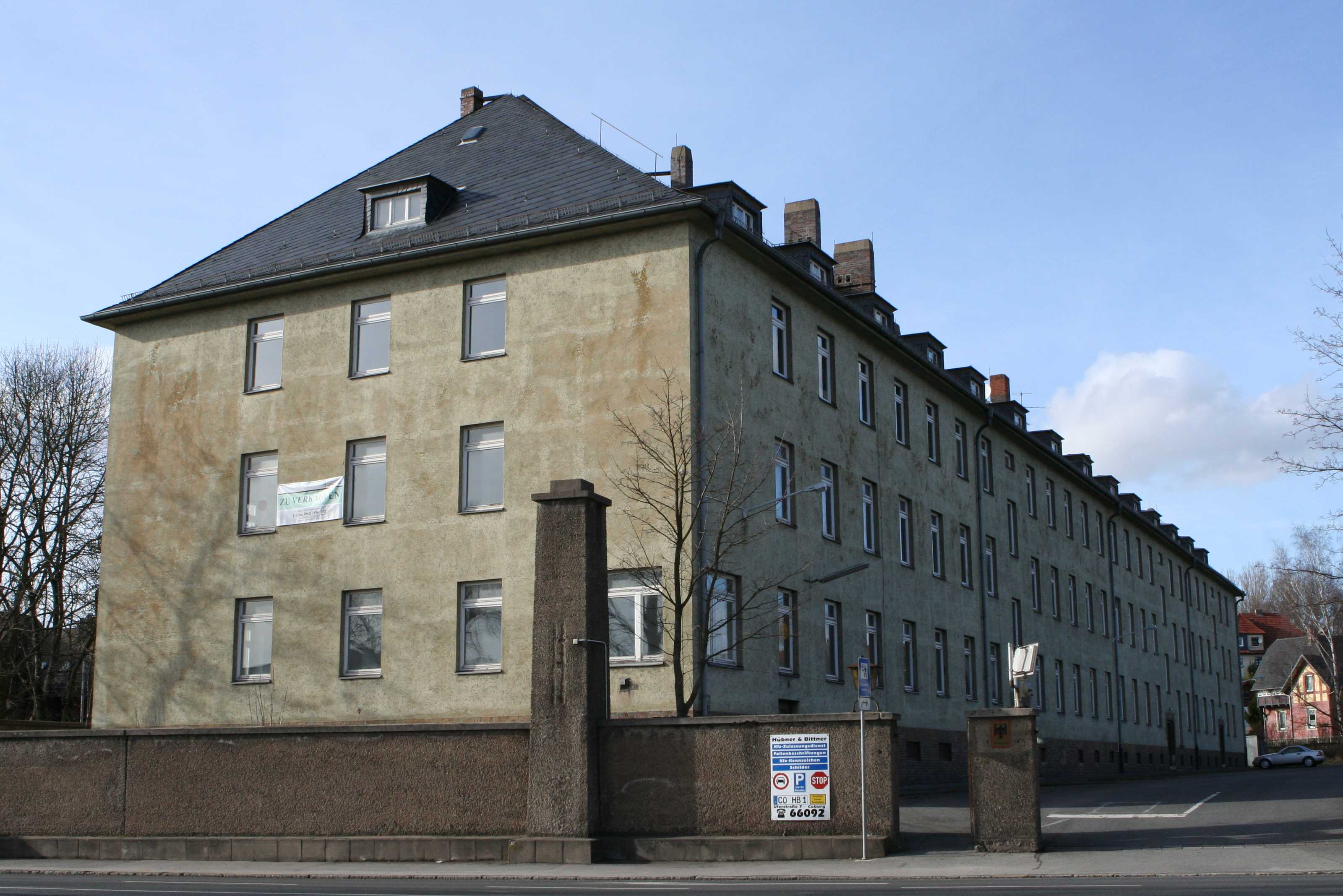
Von-Berg-Kaserne, westliches Kasernengebäude

Den Kasernenkomplex, in der Neustadter Straße 9–11 zwischen der Neustadter Straße und der Werrabahn gelegen, bezogen im Oktober 1937 Einheiten des Infanterieregiments 95. Die Kaserne wurde in Andenken an den Kommandeur des Thüringischen Infanterieregiments Nr. 95 Oberst von Berg benannt, der am 19. November 1914 südlich von Janowice in Polen gefallen war. Am 1. September 1948 erwarb die Stadt Coburg das Areal insbesondere zur Wohnraumnutzung. Zeitweise waren dort auch das Technische Hilfswerk und bis 2004 die Kfz-Zulassungs- und Führerscheinstelle der Stadt Coburg untergebracht. Im März 1999 wurden große Teile der Kasernengebäude für zwei Verbrauchermärkte und ein Fastfood-Restaurant abgerissen.

## Passchendaele-Kaserne
(50° 16′ 48″ N, 10° 59′ 0″ O)

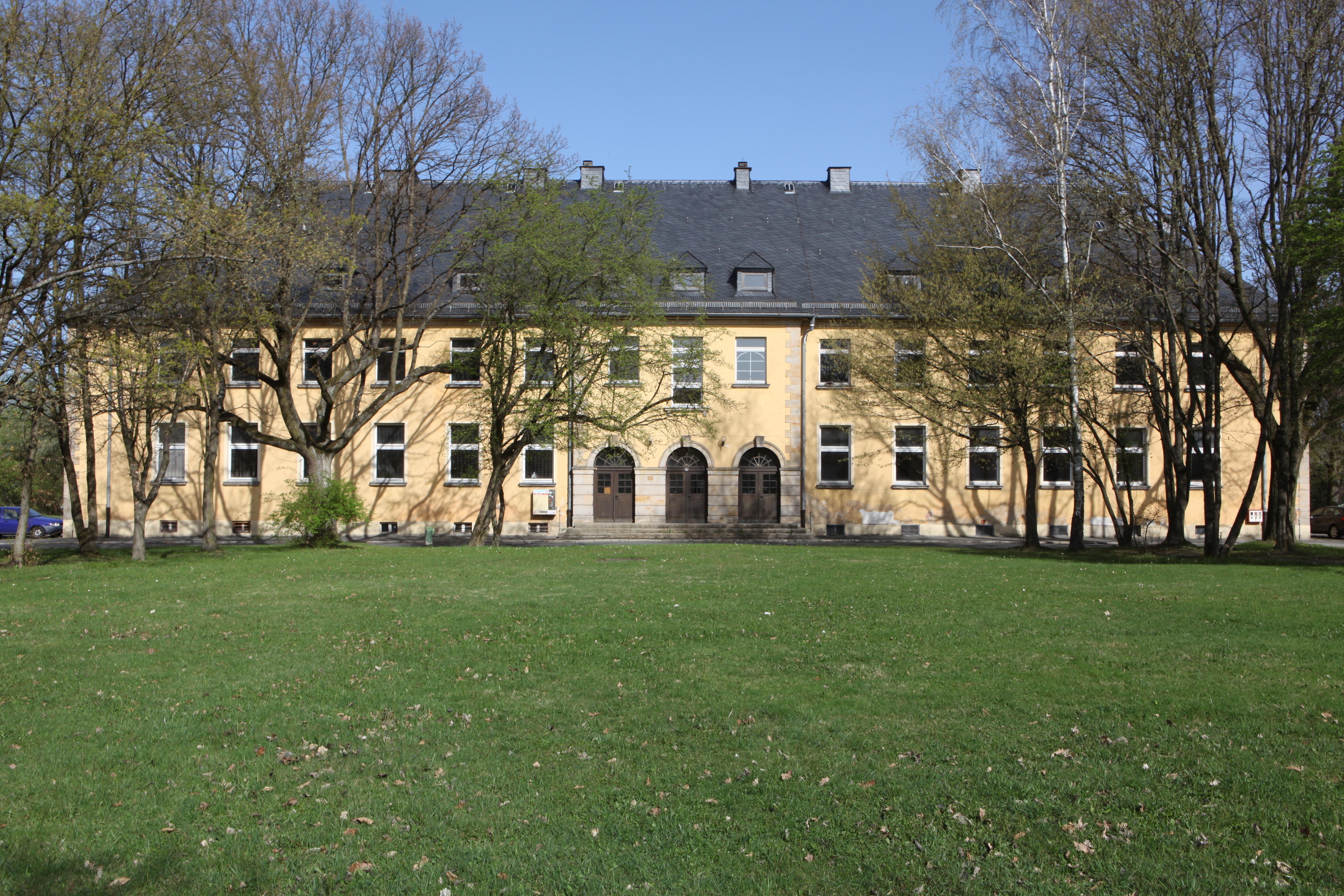
Passchendaele-Kaserne, Stabsgebäude

Mit dem Ziel der Stationierung des kompletten Infanterieregiments 95 in Coburg begannen Mitte der 1930er die Arbeiten an der Passchendaele-Kaserne, die nordöstlich neben der Hindenburg-Kaserne auf dem Flur der Gemeinde Dörfles-Esbach errichtet wurde. Die geplante Eingemeindung des Areals nach Coburg, wie bei der Hindenburgkaserne, kam nicht mehr zustande. Im Jahre 1938 wurde die Kaserne bezogen, die nach dem Ort Passchendaele in Flandern benannt war. Dort hatte das 6. Thüringische Infanterieregiment Nr. 95 im verlustreichen Stellungskrieg an der Westfront des Ersten Weltkrieges Anfang Dezember 1917 einen wichtigen Abwehrerfolg errungen. Dem Kommandeur Oberst Fritz von Selle wurde dafür der Orden Pour le Mérite verliehen. Nach dem Zweiten Weltkrieg kam es auf weiten Teilen des Areals zu keiner militärischen Nutzung mehr, nur einige westliche Gebäude wurden in die benachbarte BGS-Kaserne integriert. Ab 1946 wurden Flüchtlinge und Heimatvertriebene in dem Komplex untergebracht. 1949 folgte der Umbau der Mannschafts- und Wirtschaftsgebäude zu 228 Behelfswohnungen. 1994 erwarb die Wohnungsbaugesellschaft des Landkreises Coburg die Liegenschaft und veranlasste eine Gebäudemodernisierung sowie eine bauliche Nachverdichtung mit Neubauten für ein neues Wohngebiet der Gemeinde Dörfles-Esbach, das in seinem Endausbau einmal 600 Wohnungen umfassen soll.